# Тюрбо
Тюрбо, или большой ромб (лат. Scophthalmus maximus), — вид лучепёрых рыб семейства калкановых (Scophthalmidae) отряда камбалообразных. Распространены в восточной части Атлантического океана, включая Балтийское и Средиземное моря. Морские донные рыбы. Максимальная длина тела 100 см. Ценная промысловая рыба. Объект аквакультуры.

## Таксономия
Тюрбо впервые описан в 1758 году шведским естествоиспытателем Карлом Линнеем в классической монографии «Система природы» под латинским биноменом Pleuronectes maximus. В 1810 году американский натуралист, зоолог и ботаник Константин Рафинеск (англ. Constantine Samuel Rafinesque, 1783—1840) выделил род Scophthalmus, в который и поместили тюрбо. В течение полутора столетий классифицировался под различными латинскими названиями. С середины 1990-х до начала 2010-х годов среди систематиков продолжались споры о родовой принадлежности тюрбо. Ряд авторов относили данный вид к роду Scophthalmus, а другие помещали его в род Rhombus (семейство Bothidae) или в монотипический род Psetta. Подробный анализ всех имеющихся источников по данному вопросу приведён в работе Николаса Бейлли (Nicolas Bailly) и Бруно Шане (Bruno Chanet) в 2010 году. Авторы сделали заключение о валидности родового названия Scophthalmus. И сейчас практически во всех авторитетных источниках используется только данное родовое название.
До сих пор систематики не пришли к единому мнению о таксономическом статусе тюрбо и черноморского калкана. Некоторые авторы считают их разными видами. Основные отличия заключаются в размерах и расположении бугорков на теле рыб. Считают, что у тюрбо бугорки всегда существенно меньше диаметра глаза и расположены только на глазной стороне тела, а у черноморского калкана бугорки больше диаметра глаза и развиты как на глазной, так и на слепой стороне. Однако было показано, что у рыб из Азовского моря костными бугорками покрыта только глазная сторона. В Балтийском море встречаются особи как с крупными, так и с мелкими бугорками, расположенными на обеих сторонах тела. Описанные различия в количестве лучей в спинном и анальном плавниках недостоверны. Проведённые генетические исследования также не показали видовых различий между тюрбо и черноморским калканом. Таким образом, Scophthalmus maeoticus следует рассматривать как подвид Scophthalmus maximus maeoticus.
Тем не менее, в русскоязычной литературе встречаются оба таксономических варианта.
Близкородственен к тюрбо гладкий ромб (Scophthalmus rhombus).

## Описание
Тело ромбовидной формы, сильно сжато с боков, высота тела всего в 1,5 раза меньше длины тела. Чешуя отсутствует. Глазная сторона тела и голова покрыта мелкими заострёнными бугорками, их диаметр меньше диаметра глаза (иногда бугорки есть и на слепой стороне). Верхний профиль головы в районе переднего края верхнего глаза вогнутый. Рыло относительно короткое, немного длиннее диаметра глаза. Глаза расположены на левой стороне тела, широко расставлены; межглазничное расстояние примерно в 2 раза превышает диаметр глаза у взрослых особей, у молоди не больше диаметра глаза. Рот большой, конечный, сильно скошенный, задний край верхней челюсти доходит до вертикали, проходящей через середину нижнего глаза. Нижняя челюсть несколько выдаётся вперёд. Зубы маленькие, заострённые, расположены в несколько рядов. Есть зубы на сошнике. На нижней половине первой жаберной дуги 10—12 жаберных тычинок. Спинной плавник начинается на голове, его начало находится на вертикали, проходящей далеко перед краем глаза. В спинном плавнике 57—80 мягких неразветвлённых лучей. Передние лучи не превышают по длине остальные лучи спинного плавника. Дистальные части лучей не соединены между собой мембраной. В длинном анальном плавнике 43—58 мягких лучей. Окончания спинного и анального плавников доходят до начала хвостового стебля, не соединяются с хвостовым плавником. Лучи спинного и анального плавников в средней части несколько длиннее остальных. Средние лучи плавников на обеих сторонах тела без чешуи. В грудном плавнике на глазной стороне тела 11—12 лучей; лучи в грудном плавнике на слепой стороне тела намного короче, чем на глазной. Основания брюшных плавников равны по длине, удлинённые. Плавники располагаются асимметрично, первый луч правого брюшного плавника находится напротив второго или третьего луча левого плавника. Хвостовой плавник закруглённый. Боковая линия хорошо развита на обеих сторонах тела, с крутым изгибом над грудным плавником. Позвонков 30—31, из них 19—20 в хвостовом отделе позвоночника.
Максимальная длина тела 100 см, обычно 40—70 см, масса тела до 25 кг.
Окраска глазной стороны тела значительно варьируется в зависимости от цвета окружающего субстрата, но в общем от светло-серой или желтоватой до тёмно-серой или тёмно-коричневой с многочисленными тёмными и светлыми круглыми точками. Слепая сторона обычно беловатая, иногда с разбросанными расплывчатыми тёмными пятнами. Плавники тёмно-коричневые, испещрены светлыми точками и пятнами.

## Биология
Морские донные рыбы. Обитают на песчаном, ракушечном или галечном дне на глубине от 2 до 80 метров. Молодь в возрасте до года держится вблизи берегов в опреснённых участках заливов и бухт. Взрослые особи выдерживают значительные колебания солёности воды, в Балтийском море встречаются при солёности до 2 ‰.

### Размножение, развитие и рост
Самцы тюрбо достигают половой зрелости в возрасте 3 лет, а самки — в возрасте 4—5 лет. В Средиземном море нерестятся с февраля по апрель; в Северном и Балтийском морях — с апреля по август, в более южных районах Атлантики — в мае-июле. Нерест порционный, отдельные порции икры вымётываются каждые 2—4 дня. Икрометание наблюдается на глубине 10—80 м над галечными грунтами. Плодовитость самок тюрбо варьируется от 5 до 10 млн икринок. Икра пелагическая, сферической формы с одной жировой каплей, диаметром 0,9—1,2 мм. Продолжительность эмбрионального развития зависит от температуры воды и составляет 7—9 дней. При вылуплении длина личинок варьируется от 2,2 до 2,8 мм.
У личинок симметричное тело, они ведут планктонный образ жизни в течение нескольких месяцев. По достижении длины 25—27 мм завершается метаморфоз, глаз перемещается на левую сторону тела, и молодь переходит к донному образу жизни.
Тюрбо растёт довольно медленно. В Балтийском море к концу первого года жизни самки и самцы достигают длины 20 см. В последующем самки растут быстрее самцов. В возрасте 3 лет длина тела самок достигает 36 см, а самцов 31,5 см.
Максимальная продолжительность жизни по данным разных авторов составляет от 15 лет до 25 лет.

### Питание
Молодь питается беспозвоночными (калянусы, эвфаузиды, личинки балянусов и брюхоногих моллюсков). Взрослые особи переходят на питание рыбой (песчанки, европейский шпрот, ставрида, мерланг, тресочка Эсмарка, молодь пикши, камбалы; морские лещи и другие). Иногда в желудках встречаются моллюски и полихеты.

## Ареал
Распространены в восточной части Атлантического океана от Норвегии (ареал заходит за полярный круг); в Северном море, на большей части акватории Балтийского моря; вдоль западного побережья Европы, включая Британские острова, и на юг до Буждура (Западная Сахара); в Средиземном море. У берегов Исландии редок. У побережья Гренландии и Северной Америки отсутствует. Если рассматривать черноморского калкана как подвид тюрбо, то ареал расширяется до Чёрного и Азовского морей.

## Взаимодействие с человеком
Тюрбо является ценной промысловой рыбой. Основной район промысла — центральная часть Северного моря. Мировые уловы достигали максимума 11,5 тысяч тонн в 1990-х годах. В 2000—2010-х годах уловы варьировались от 9,3 до 5,5 тысяч тонн. Ловят Дания, Бельгия, Франция, Германия, Нидерланды, Турция. Промысел ведётся в основном тралами, также используются сети, яруса и удебные орудия лова.
Товарное выращивание тюрбо началось в 1970-х годах в Шотландии, затем появилось в Испании и Франции. Первоначально объёмы выращивания были невелики из-за недостатка посадочного материала. В начале 1990-х годов была разработана биотехника получения потомства в искусственных условиях и усовершенствованы методы получения жизнестойкой молоди тюрбо. В Испании в это время функционировало уже 16 продукционных хозяйств. В 2000 году продукция аквакультуры тюрбо достигла 5 тысяч тонн. Товарным выращиванием тюрбо начали заниматься всё новые страны, и с 2004 года продукция аквакультуры превысила объёмы вылова в естественных условиях. Крупнейшим производителем товарной продукции тюрбо остаётся Испания. Значительных успехов в товарном выращивании тюрбо достигли Португалия, Франция, Дания, Германия, Исландия, Ирландия, Италия, Норвегия, Великобритания. Тюрбо интродуцировали в Чили и Китай.
| Год                            | 2007 | 2008 | 2009 | 2010 | 2011 | 2012 | 2013 | 2014 | 2015 | 2016 |
| Продукция аквакультуры, тыс. т | 58,5 | 64,4 | 64   | 54,9 | 60,6 | 77,8 | 82,5 | 75,8 | 69,2 | 59,6 |

Мясо тюрбо обладает прекрасными вкусовыми качествами. Реализуется в свежем и замороженном виде.

## В культуре
Упоминается как блюдо в романе «Анна Каренина» и повести «История одного города», в романе «Триумфальная арка», а также в «Графе Монте-Кристо» (часть вторая, гл. Х) и романе Флобера «Воспитание чувств».

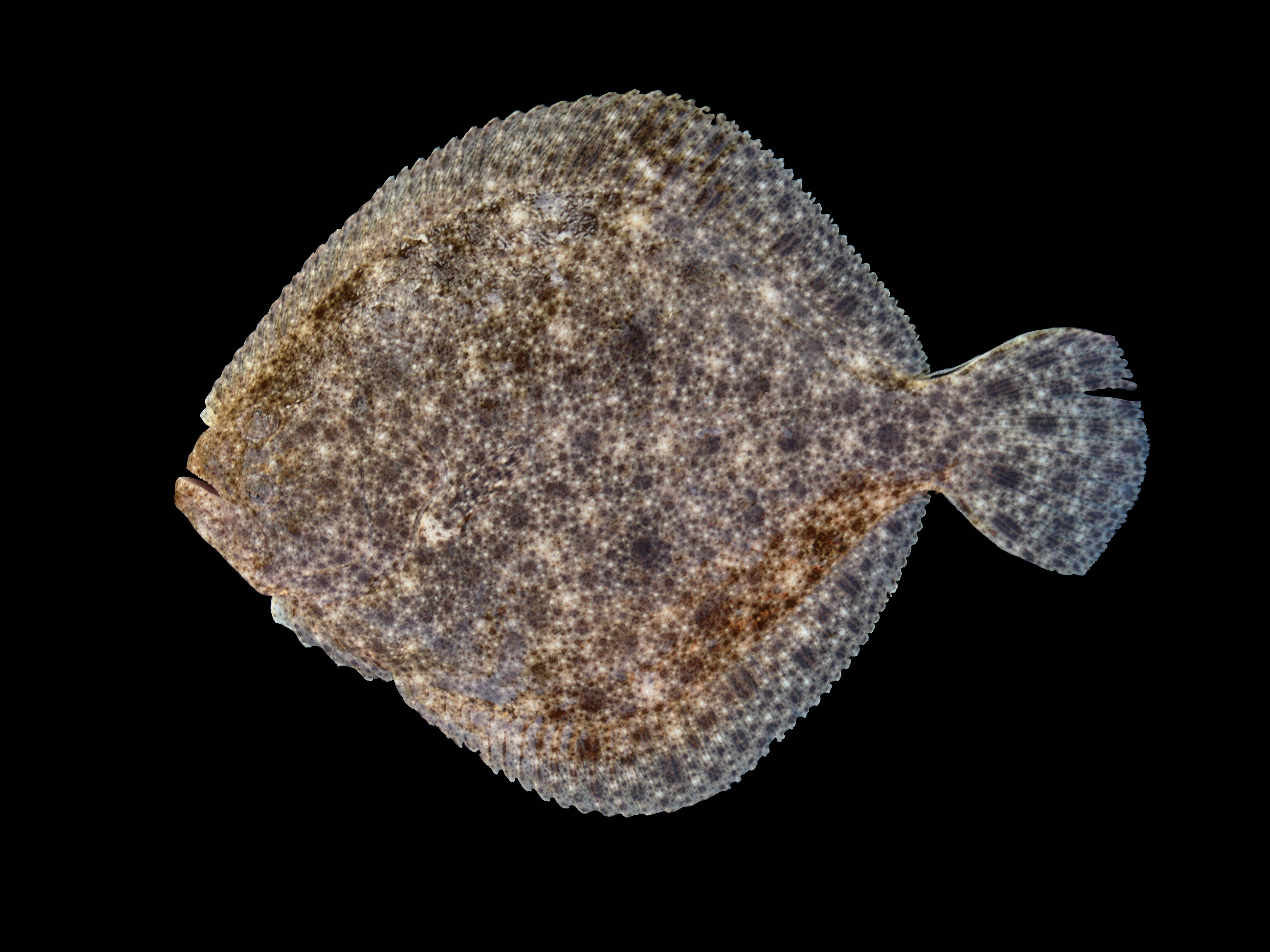
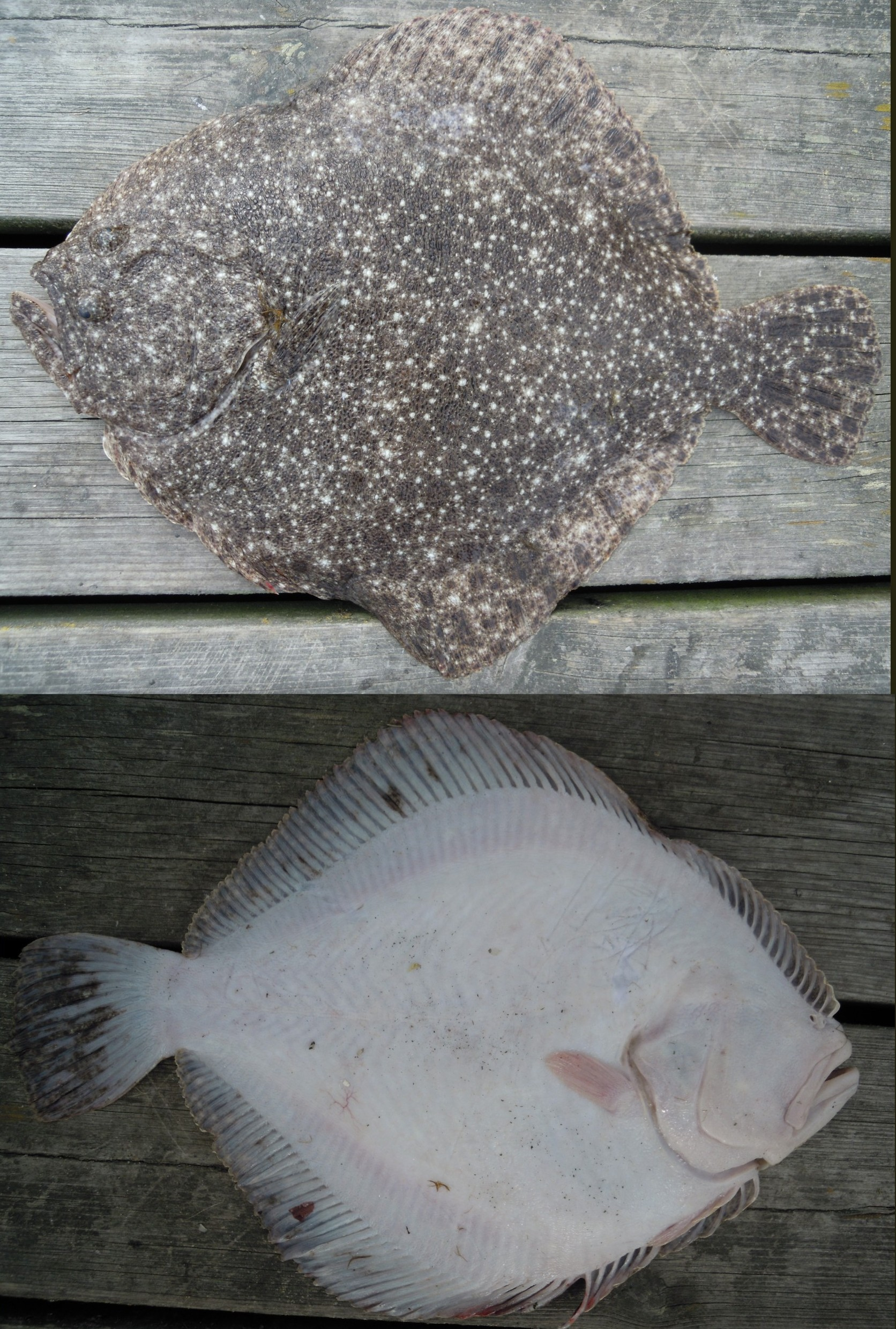
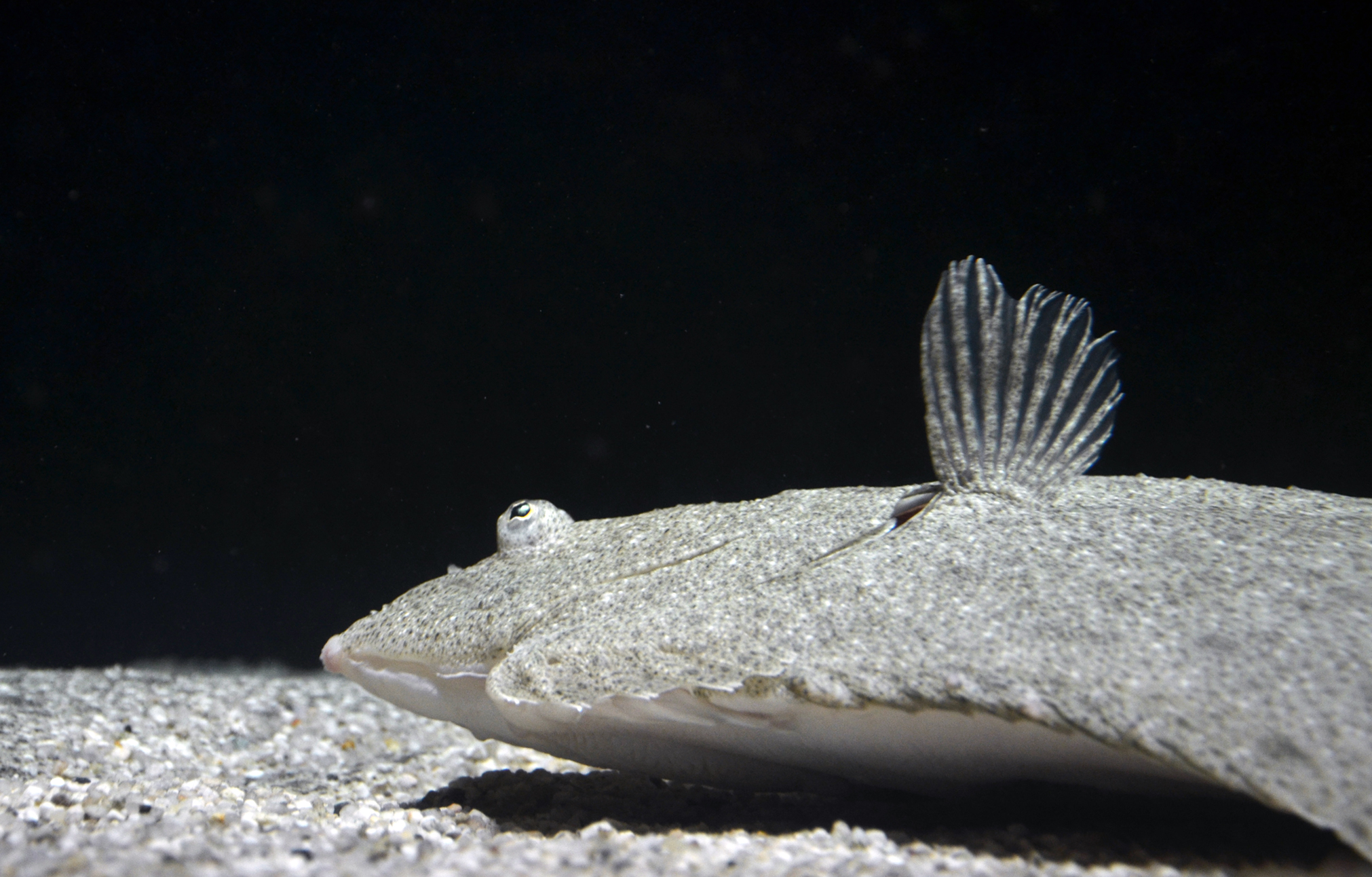
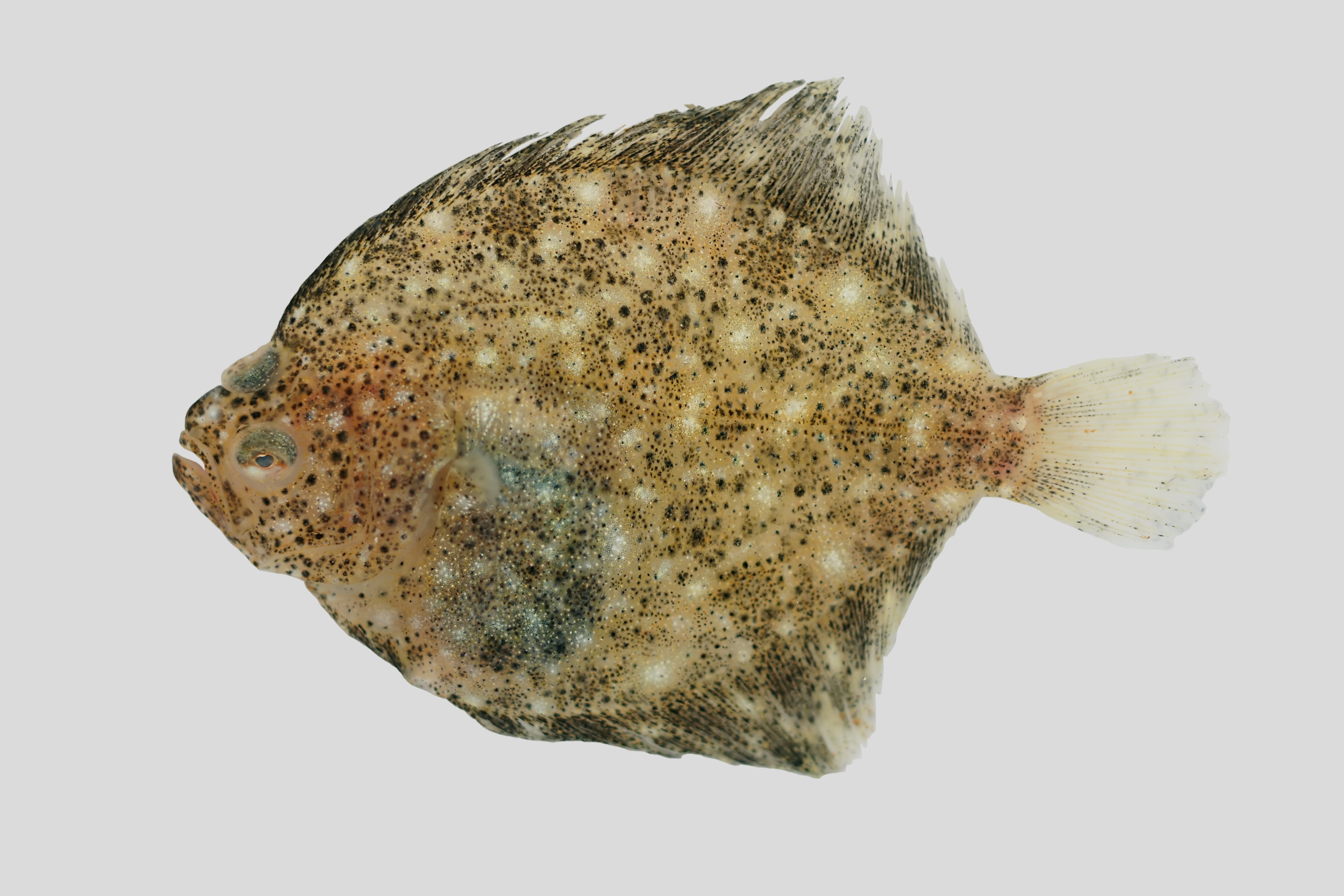